# La Penne-sur-l'Ouvèze
La Penne-sur-l'Ouvèze este o comună în departamentul Drôme din sud-estul Franței. În anul 2009 avea o populație de 93 de locuitori.

## Evoluția populației
| An        | 1975 | 1982 | 1990 | 1999 | 2006 | 2009 |
| --------- | ---- | ---- | ---- | ---- | ---- | ---- |
| Populație | 54   | 80   | 78   | 88   | 94   | 93   |